# Periodo dei torbidi

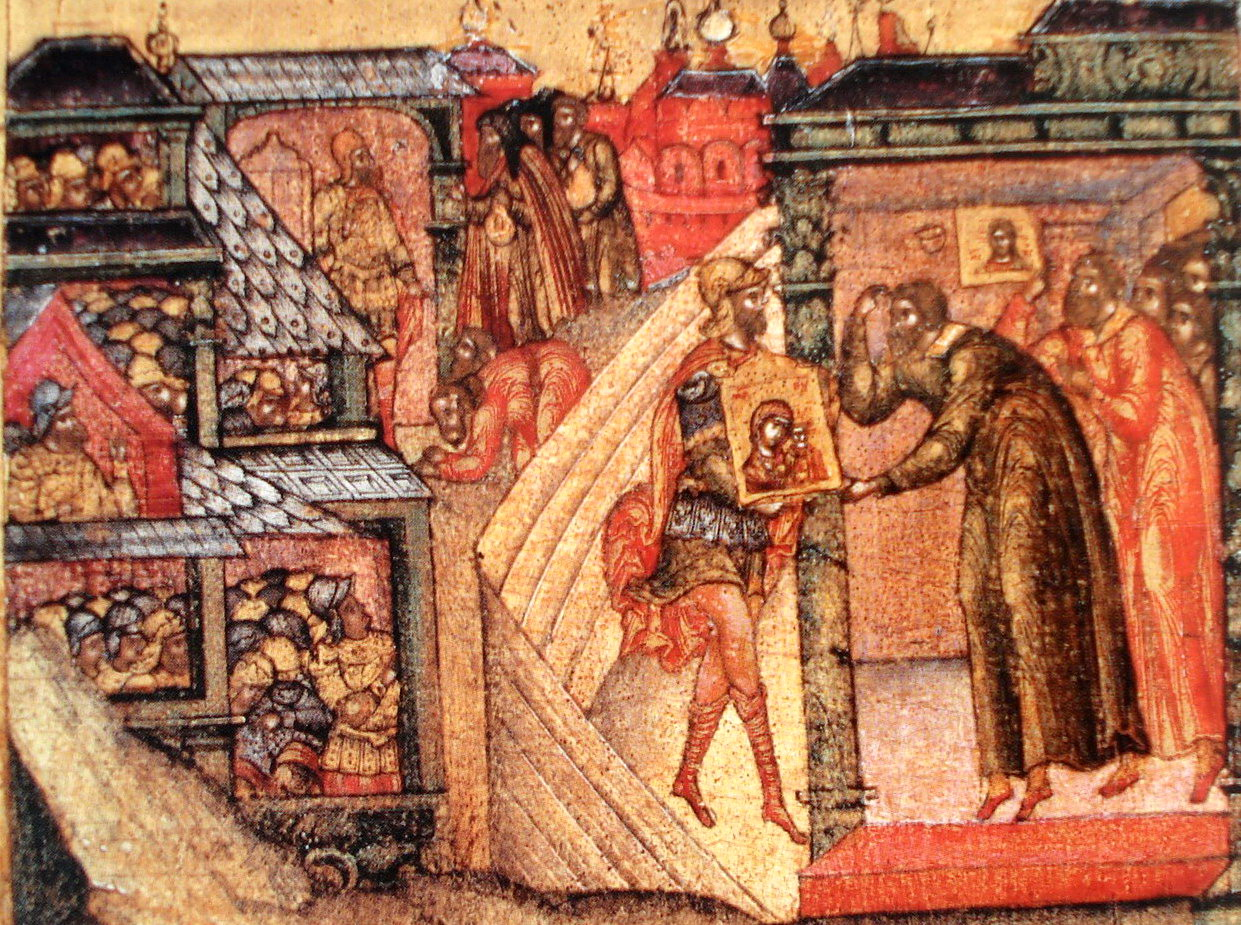
Jakov Ljubskij consegna la sacra icona al capotribù di Jaroslavl'

Con il nome di periodo dei torbidi (in russo Смутное время?, Smutnoe vremja) si intende quel periodo di interregno nella Russia dominato da una anarchia assoluta seguente alla fine della dinastia dei Rurikidi (1598) e precedente alla dinastia dei Romanov (1613): fu infatti uno dei periodi più torbidi e convulsi della storia russa e nello stesso tempo più importanti insieme alla rivoluzione d'ottobre del 1917.
Questo periodo venne raccontato dallo storico Nikolaj Karamzin nel decimo e undicesimo volume della sua Storia dello Stato russo e raggiunse ragguardevoli esiti artistici nel dramma di Puškin Boris Godunov (1825) e nell'opera lirica di Modest Musorgskij Boris Godunov (1869-1872).

## Ascesa di Boris Godunov sotto Ivan IV
Boris Godunov, nato all'incirca nel 1551, dopo il 1570 (a circa ventiquattro anni) sposò la figlia di un favorito dello zar Ivan IV detto il Terribile (in carica dal 16 gennaio 1547) e ottenne incarichi vari a corte fino a diventare boiardo intorno al 1580. A partire da questo momento la fortuna di Boris presso lo zar si presentò in ascesa costante nonostante alcuni momenti drammatici di contrasto. Il legame si rafforzò con il matrimonio tra il figlio maggiore di Ivan, Fëdor Ivanovič, e la sorella di Boris, Irene.
Verso l'inizio del 1584 Ivan IV si ammalò gravemente e, consapevole di essere in punto di morte, chiamò a sé il figlio Fëdor nominandolo proprio erede al trono. Gli raccomandò di governare con giustizia e saggezza e di evitare in ogni maniera la guerra, perché la Russia non era pronta per un conflitto. Ivan IV morì il 18 marzo 1584.

## Fine della dinastia dei Rurik: il regno di Fëdor I
La successione avvenne due settimane più tardi il 31 marzo 1584, quando venne eletto zar il figlio maggiore, Fëdor, benché considerato debole mentalmente, incapace di governare e tutto dedito alla religione. Nello stesso momento venne confinato a Uglič un secondo figlio di Ivan, Dmitrij – nato nel 1581 dall'ultimo matrimonio di Ivan, non riconosciuto dalla gerarchia ecclesiastica – allora di soltanto due anni. Poiché era indispensabile che accanto al nuovo zar ci fosse qualcuno destinato a detenere effettivamente il potere, dopo vicende alterne Boris Godunov venne nominato reggente de facto nel 1588, sconfiggendo Nikita Romanovič Zachar'in-Jur'ev e il figlio Fëdor Nikitič Romanov, zio e cugino ed entrambi tutori di Fëdor I.
L'evento di maggior importanza del regno di Fëdor è l'elevazione di Mosca a patriarcato nel 1589; questo evento è il punto culminante nel processo di totale indipendenza della Chiesa ortodossa russa. In quello stesso anno Boris Godunov ha un figlio, Fëdor, così chiamato in onore dello zar. Dopo tre anni nei quali il potere di Boris divenne assoluto si verificò la morte improvvisa di Dmitrij, trovato sgozzato nel giardino del suo palazzo a Uglič il 15 maggio 1591.
La commissione di inchiesta ordinata dallo stesso Godunov e chiusa dal principe Vasilij Ivanovič Šujskij stabilì che Dmitrij si era ferito da solo mentre giocava con un coltello durante un attacco epilettico. La madre di Dmitrij, Marija Fëdorovna Nagaja, venne esiliata da Uglič in Siberia. Tuttavia il popolo, abilmente manovrato dai nemici di Boris, considerò la morte di Dmitrij come un assassinio ordinato dallo stesso Boris.
Questa versione ebbe una conferma ufficiale nel 1606, in occasione della santificazione di Dmitrij, ma non si ebbero mai prove certe. Karamzin nella Storia dello Stato russo accettò la colpevolezza di Boris come un atto acquisito, con Puškin e Musorgskij che lo seguirono nel pensiero. Ancora oggi gli storici moderni sono divisi riguardo a tale fatto; si è propensi ad accreditare la tesi dell'omicidio politico, ma non mancano studiosi che sostengono la morte accidentale. Il 7 gennaio 1598 lo zar Fëdor I morì senza lasciare eredi.

## Il regno di Boris

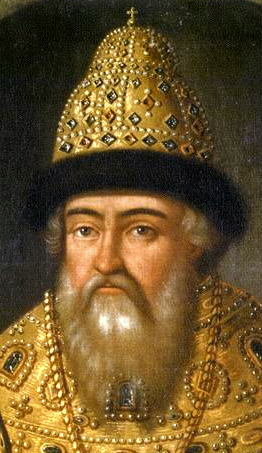
Vasilij Šujskij

Fëdor I era l'ultimo rappresentante della dinastia dei Rurik che aveva regnato per sette secoli sulla Russia e il potere passò direttamente alla moglie Irene, sorella di Boris. Costei, rimasta vedova, a causa della salute malferma e anche per il desiderio di ritirarsi a vita monastica nel monastero di Novodevičij, rinunciò trasferendo in maniera provvisoria il potere nelle mani del patriarca di Mosca Iov, un alleato di Boris.
Boris Godunov appariva quindi il logico successore di Fëdor; tuttavia sia per consolidare la sua posizione di erede non diretto (ad esempio, Šujskij poteva vantare una discendenza da Rurik e anche i Romanov vantavano una sorella sposata ad uno zar, come i Godunov), sia per mettere a tacere definitivamente le voci sempre più insistenti che lo davano mandante dell'efferato assassinio del piccolo Dmitrij, esigeva una elezione regolare e maggioritaria, non un semplice passaggio di potere.
Nel periodo di interregno il patriarca, molto probabilmente su ordine dello stesso Boris, convocò lo zemskij sobor, assemblea composta da rappresentanti della Chiesa, dei boiardi, delle alte cariche dello Stato, degli agricoltori, dei commercianti e degli artigiani, che votò in una seduta regolare il 17 febbraio 1598 l'elezione di Boris, che all'epoca aveva circa quarantasette anni. Tre giorni più tardi, il 20 febbraio, tutti i membri dell'assemblea si recarono al monastero di Novodevičij per chiedere alla zarina Irene e a Boris il consenso per l'elezione di quest'ultimo.
Il regno di Boris Godunov durò sette anni e mezzo. Godunov proseguì nella linea di Ivan IV, contrastando le pretese di potere dei boiardi, primi fra tutti Vasilij Šujskij e Fëdor Romanov, costretto ad abbracciare la carriera ecclesiastica. Tuttavia nel 1600 si palesò un falso Dmitrij, in realtà un certo Grigorij Otrepev, un avventuriero già studente in seminario e fuggiasco dal convento, che pretendeva di essere il principe Dmitrij Ivanovič sfuggito alla morte. Intanto, tra il 1601 e il 1603, la Moscovia veniva colpita da una grave carestia che provocò notevoli sconvolgimenti interni.
Il falso Dmitrij ottenne appoggi consistenti dalla nobiltà russa e dall'aristocrazia polacca (compreso Sigismondo III Wasa, re di Polonia e detronizzato re di Svezia); tra gli esponenti di quest'ultima Marina Mniszech, figlia del voivoda di Sandomir, giocò un ruolo fondamentale. Entrato in Russia con un manipolo di soldati scavalcando i confini polacchi nel giugno 1604, la sua sollevazione di popolo, aiutata anche dall'ammutinamento di diversi soldati cosacchi, ottenne l'effetto di gettare Boris Godunov in uno stato di terrore crescente. Oppresso dai rimorsi e dall'ossessiva sensazione di essere perseguitato dai fantasmi, Boris morì per cause sconosciute il 23 aprile 1605.

## I torbidi: passaggi di potere dal 1605 al 1613
Il figlio sedicenne di Boris, Fëdor II, già da lui nominato legittimo successore, regnò sotto tutela della madre soltanto per poco meno di due mesi, fino al 10 giugno 1605. In quei giorni il falso Dmitrij I riuscì a ottenere rinforzi dall'esercito e giunse ad assediare Mosca. I boiardi passarono subito dalla sua parte e spodestarono Fëdor II, ucciso poco tempo dopo insieme alla madre. Entrato trionfalmente nella capitale il 20 giugno, Dmitrij visitò la tomba dello zar Ivan IV dove la sua vedova, Maria Nagaja, affermò di riconoscerlo. Il 5 luglio 1605 si fece incoronare zar.
Nell'arco di pochi mesi gli appoggi al nuovo zar vacillarono, in parte per l'alleanza con la Confederazione polacco-lituana e in parte per la sua necessità di riscuotere le tasse. Dmitrij annunciò di avere intenzione di sposare Marina Mniszech. Di norma tutte le volte che uno zar russo aveva sposato una donna di altra fede religiosa questa si era convertita alla fede ortodossa prima del matrimonio. È probabile che Dmitrij dovesse concedere ai suoi sostenitori polacchi, che tra l'altro avevano una guarnigione a Mosca, il tentativo di convertire la Russia al cattolicesimo. Per questa ragione venne annunciato che la sposa non si sarebbe convertita. Questa decisione fece crescere lo scontento nella Chiesa ortodossa russa, tra i boiari e tra la popolazione.
Gli stessi boiari che avevano appoggiato Dmitrij contro Boris Godunov iniziarono a cospirare contro di lui. Dopo meno di dieci mesi di regno e circa due settimane dopo il matrimonio il mattino del 17 maggio 1606 i cospiratori entrarono nel Cremlino. Il falso Dmitrij I usurpatore del trono tentò di fuggire attraverso una finestra, ma cadde e venne catturato, fatto a pezzi, esposto al pubblico e infine bruciato. Le sue ceneri verranno sparate da un cannone in direzione della Polonia.
Il potere passò nelle mani del boiardo Vasilij Šujskij, già fiero oppositore di Boris Godunov, che regnò per poco più di quattro anni fino all'agosto 1610. Il nuovo zar, per consolidare la sua posizione, si alleò con la Svezia. Come risposta la Polonia appoggiò con un esercito privato un secondo pretendente, il falso Dmitrij II, che venne riconosciuto zar in molte aree del regno e sposò Marina Mniszech; nel 1611 fu anch'egli ucciso. A questo punto la Polonia intervenne ufficialmente nel 1609 contro il Regno russo e Vasilij IV dovette affrontare l'esercito polacco, alleato con i boiari suoi rivali. Battuto dai polacchi nella battaglia di Klušino e catturato, Vasilij IV venne imprigionato in Polonia e lì morì il 12 settembre 1612.
Deposto Vasilij IV, nel 1610 i boiari firmarono un trattato di pace con cui riconoscevano zar il quindicenne Ladislao Wasa, figlio del re di Polonia Sigismondo III (in età adulta suo successore) e quindi imparentato con la dinastia protestante svedese. Anche questa soluzione durò appena un anno, durante il quale apparve un altro falso Dmitrij III, anche questo catturato e ucciso.

## Inizio della dinastia dei Romanov: elezione di Michajl III

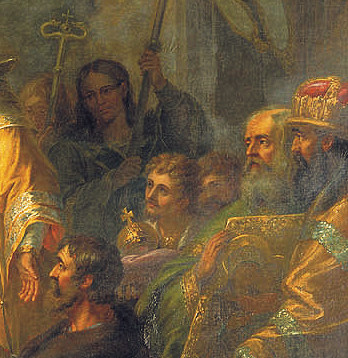
Quadro raffigurante l'incoronazione di Michele Romanov

Dopo un interregno durato alcuni mesi e una rivolta nazionale che portò alla liberazione di Mosca dai polacchi grazie alle milizie popolari di Kuz'ma Minin e Dmitrij Požarskij, il 21 febbraio 1613 venne eletto zar Michele Romanov, che avrebbe regnato come Michajl III fino al 1645.
Michail era il figlio non ancora diciassettenne di quel Fëdor Romanov che era stato perseguitato sotto il regno di Boris Godunov e che, diventato patriarca della Chiesa ortodossa russa con il nome di Filarete, fu preso ostaggio del re di Polonia dal 1610. Rientrato in patria nel 1619, Fëdor Romanov Filarete con ruolo di patriarca, fu di fatto il vero governante della Russia, dirigendo la politica del figlio fino al 1633, anno della morte. Iniziò così la dinastia dei Romanov, che durò tre secoli fino alla rivoluzione di febbraio del 1917.